# 方泳琳
方泳琳（英語：Jessie Fong Win-Lam；1988年8月25日—），香港女子籃球員，被外界稱為「籃球女神」。她早年就讀高雷中學。曾經是香港女子乙組籃球隊「悠悠」的成員，擔任得分後衛，但未有太多出場機會。最初只是想增高而接觸籃球，最喜歡3分球入球時「shu」的一聲，因為覺得聽起來相當有成就感。亦因樣子甜美，形象健康，所以甚得廣告商戶愛戴。並參與過一些電影和電視劇演出，曾於2017年簽約夢想沙龍娛樂文化成為旗下藝人，並於2020年正式解約，到2022年簽約為宏寰文化傳播旗下藝人，繼續在演藝事業發展，此外仍會繼續參與籃球比賽，身兼藝人及籃球運動員。2023年與前甲一籃球員陳張敏結婚。

## 演出作品

### 電影
| 年份   | 劇名                 | 角色           | 備註 |
| 2017年 | 29+1                 | 周秀娜(年輕版) |      |
| 2019年 | 作家的謊言：筆忠誘罪 | 幼稚園老師     |      |
| 2023年 | 夜校                 | 細V            |      |

### 電視劇集
| 年份   | 劇名     | 角色              | 備註                     |
| 2017年 | 緣來是你 | 陳楚倩            | TVB娛樂新聞台 情人節呈獻 |
| 2021年 | 大叔的愛 | 插畫家 Kiko       | ViuTV                    |
| 2022年 | 季前賽   | 街場高手（第4集） | ViuTV                    |
| 2023年 | 心靈師   | Pinky             | ViuTV                    |
| 2023年 | 殺手廢J  | Kat               | ViuTV                    |
| 2024年 | 飛黃騰達 | Zoe               | ViuTV                    |

### 電視節目
| 年份        | 頻道   | 名稱                 | 身分   | 備註   |
| 2019-2020年 | RTHK   | 體壇無極限           | 主持   |        |
| 2021年      | ViuTV  | 最後一屆口罩小姐選舉 | 參賽者 | Renci  |
| 2022年      | ViuTV  | 戀講嘢               | 嘉賓   | 第41集 |
| 2023年      | HOY TV | 杭州限定旅團         | 主持   |        |
| 2025年      | ViuTV  | 大力情人             | 參賽者 |        |

### 舞台劇
| 年份   | 劇名       | 角色 | 備註 |
| 2017年 | HiHi大爆炸 |      |      |

### 平面廣告
| 年份   | 公司及產品                       | 備註       |
| 2016年 | Tissot PRC 200 NBA特別版石英腕錶 | 籃球迷必備 |

### MV
- 《跟車太貼》- Yellow野佬（2016）
- 《靈魂獨舞》- 符致逸（2016）

## 活動
- 2017年 《香港動漫電玩節》 - PLAYSTATION 傳媒優先體驗活動嘉賓
- 2017年 《Adidas Streetball Challenge 籃球賽》
- 2017年 《愛意傳遞籃球表演賽》
- 2017年 《Panasonic 學界籃球邀請賽》
- 2017年 《芝華士藝人慈善籃球賽》

## 外部連結
- 方泳琳的Facebook專頁
- 方泳琳的Instagram帳戶
- 方泳琳的新浪微博